# Mycoplasma maculosum
Mycoplasma maculosum è una specie di batterio appartenente alla famiglia delle Mycoplasmataceae.